# Diphyrama singularis
Diphyrama singularis é uma espécie de coleópteros da tribo Anaglyptini (Cerambycinae); com distribuição na Guatemala, Honduras, Nicarágua, Costa Rica e Panamá.